# Тунумиит
Восточно-гренландское наречие (тунумиит-ораасиат) — один из трёх живых диалектов гренландского языка, распространённый среди ангмассалик.
Самый большой город, где тунумиит является основным языком, — Тасиилак на острове Аммассалик, название которого происходит от западно-гренландского названия города. Согласно данным Ethnologue, язык является родным для 3000 человек в Гренландии.
Тунумиит является наименее консервативным, в частности, он ассимилировал стечения согласных сильнее, чем западный диалект.
В отличие от других диалектов, некоторые удвоенные согласные претерпели большие изменения — например, [ɬː] → [tː]). в тунумиисуте название города Иллоккортоормиут произносится как «Иттоккотоормиит».
Грамматика восточного диалекта мало отличается от западного. Одно из различий — использование притяжательных суффиксов.